# 1200km-discontinuïteit
De 1200km-discontinuïteit is een seismische discontinuïteit in het onderste gedeelte van de aardmantel, op 1200 km diepte. Op de discontinuïteit nemen seismische snelheden sprongsgewijs toe met de diepte. Vermoed wordt dat de discontinuïteit mondiaal is, hoewel ze niet altijd in seismologische waarnemingen wordt teruggevonden.

## Mogelijk oorzaak
De oorzaak van de 1200km-discontinuïteit is nog onduidelijk. De meest voor de hand liggende hypothese stelt dat het om een faseovergang in silica (SiO2) gaat. Bij experimenten onder hoge druk gaat de hoge-druk-structuur van het mineraal kwarts, stishoviet, over in een calciumchloride- (CaCl2-) kristalstructuur. Dit gebeurt bij een druk van ongeveer 50 GPa, wat overeenkomt met de omstandigheden op 1200 km diepte. In pure silica zorgt de faseovergang voor een toename van 20 en 60% bij de seismische snelheid van respectievelijk P- en S-golven. Als aangenomen wordt dat in de ondermantel een geringe hoeveelheid silica (2%) aanwezig is, zou dit de waargenomen toename van seismische snelheden al verklaren.
SiO2 zou op deze diepte als component aanwezig kunnen zijn als gevolg van dehydratiereacties in gesubduceerde stukken oceanische korst. Mineralen waarin nog vluchtige bestanddelen aanwezig zijn zouden daarbij “ontwateren” waarbij pure silica overblijft. Dit is een omstreden hypothese, over het algemeen wordt aangenomen dat pure silica niet aanwezig is in de ondermantel.